# Мобилни виртуелни мрежни оператор
Мобилни виртуелни мрежни оператор је пружалац мобилних телекомуникационих услуга који не користи сопствени радио-таласни спектар и не поседује сопствену инфраструктуру путем које пружа своје услуге. Овакав оператор изнајмљује ресурсе од мобилног мрежног оператора по велепродајним ценама и независно формира понуду и малопродајне цене. Самим тим има могућност да за крајњег корисника понуди све услуге које пружа и регуларни мобилни оператор и да се маркетиншки представи као такав.